# خوان باتيستا أثنار
الأدميرال خوان باتيستا أثنار كابانياس (بالإسبانية: Juan Bautista Aznar-Cabañas)‏ (1860 - ديسمبر 1933) هو رئيس وزراء إسبانيا بعد استقالة داماسو بيرنجير قبل عزل الملك ألفونسو الثالث عشر وإعلان الجمهورية الإسبانية الثانية في 14 أبريل 1931.
كان أميرالًا بالبحرية الإسبانية، والقائد العام الفخري للقوات البحرية منذ عام 1928، وقد عين رئيسًا للوزراء في وقت الأزمات الحادة، في الأشهر الأولى من سنة 1931، عندما كانت الملكية على وشك الانهيار تحت ضغط شعبي من أجل جمهورية. فشلت محاولاته لإنقاذ التاج، وكان على الملك ألفونسو أن يذهب إلى المنفى.

## السيرة العسكرية
بعد مسيرة عسكرية رائعة كان أبرز مافيها مشاركته في معركة سانتياغو دي كوبا [الإنجليزية] البحرية، ودوره في قيادة الإسطول الإسباني في الحملات التي نُفذت في حروب الريف بالمغرب، خاصة في دعمه بالمدفعية البحرية خلال إعادة احتلال أغادير. دخل في السياسة قبل بضعة أشهر من انقلاب بريمو دي ريفيرا حيث كان وزيراً للبحرية سنة 1923 مع حكومة مانويل غارسيا برييتو. ثم عيِّن بالتشريف قائدا عامًا للبحرية الإسبانية في سنة 1928.
بعد وصوله إلى رتبة الأدميرال في فبراير 1931 طلب منه أن يحل محل الجنرال داماسو بيرنجير ليكون رئيسا لآخر حكومة في عهد ألفونسو الثالث عشر في إسبانيا.

## الخلفية السياسية
اندلعت خلافات بين الملكيين المطلقين والملكيين الدستوريين في حكومة الأميرال أثنار. فكان بطل الدستوريين هو كونت رومانونس أألفارو دي فيجويرا وتورس الذي كان في السجن. وفي الوقت نفسه قام وزير الداخلية خوسيه ماريا دي هويوس بدور الوسيط بين الفصائل.
في البداية حاول الدستوريون عقد صفقة مع الجمهوريين. بعد الفشل في الوصول إلى تسوية معهم، وبعد فوز الجمهوريين في الانتخابات البلدية أوصى الدستوريون الملك بالخروج من البلاد.
وفي أبريل 1931 عقب إعلان الجمهورية الإسبانية الثانية، كان هناك خوف من رد فعل القوات المسلحة للمملكة الإسبانية. ومع ذلك فإن تعليق الأدميرال أزثار غير العادي:«هل تعتقدون أن ما حدث بالأمس كان هينا، نامت إسبانيا مملكة وصحت جمهورية» أصبح مشهورا بين الناس في مدريد وإسبانيا مما جعل الناس يقبلون الحقيقة والوضع بمزاج أكثر استرخاء. كان الجمهوريون داخل القوات المسلحة الإسبانية أقلية، لكن كان الرجعيون الموالون للملكية هم الأغلبية داخل الجيش، وكانوا غير مبالين في البداية.
توفي في 19 فبراير 1933 بمنزله في شارع سيرانو بمدريد.